# 김경욱 (1966년)
김경욱(金景旭, 1966년 3월 29일 ~ , 충청북도 충주시)은 경제관료 출신의 정치인이자 기업인이다. 문재인 정부에서 국토교통부 2차관을 지냈다. 2021년 1월에 인천국제공항공사 사장으로 내정되었다.

## 학력
- 충암고등학교 졸업
- 서울대학교 경제학과 졸업
- 서울대학교 행정대학원 행정학 석사

## 경력
- 1989년: 제33회 행정고시 합격
- 2005년 8월: 건설교통부 수도권정책팀 팀장
- 대통령실 혁신관리비서실 행정관
- 2008년 3월: 국토해양부 기획담당관
- 2012년 2월 ~ 2013년 4월: 국토해양부 정책기획관
- 2013년 4월 ~ 2014년 5월: 국토교통부 철도국장
- 2014년 4월 ~ 2015년 5월: 대통령비서실 경제수석비서실 국토교통비서관
- 2015년 5월 ~ 2016년 2월: 국토교통부 건설정책국장
- 2016년 2월 ~ 2017년 2월: 국립외교원 글로벌리더십과정 파견
- 2017년 2월 ~ 2017년 9월: 국토교통부 국토정책관
- 2017년 9월 ~ 2018년 4월: 새만금개발청 차장
- 2018년 4월 ~ 2018년 12월: 국토교통부 교통물류실장
- 2018년 12월 ~ 2019년 5월: 국토교통부 기획조정실장
- 2019년 5월 ~ 2019년 12월: 국토교통부 제2차관
- 2020년 1월 ~ 2021년 1월: 더불어민주당 입당
- 2020년 5월 ~ 2021년 1월: 더불어민주당 충청북도당 충주시 지역위원회 위원장
- 서울교통공사 비상임이사
- 한국교통대학교 항공운항학과 초빙교수
- 2021년 1월 ~ 2023년 4월: 인천국제공항공사 사장
- 2022년 6월 ~ 2025년 5월: 국제공항협의회(ACI) 아시아·태평양지역 이사
- 2023년 4월 ~ : 더불어민주당 복당
- 2023년 5월 ~ 2024년 5월: 더불어민주당 충청북도당 충주시 지역위원회 위원장
- 원광대학교 철도시스템공학부 교수

## 역대 선거 결과
|  | 44.91% |

|  | 48.88% |

| 전임 김형렬 | 제4대 새만금개발청 차장 2017년 9월 18일 ~ 2018년 4월 24일 | 후임 안충환 |

| 전임 김정렬 | 제5대 국토교통부 제2차관 2019년 5월 23일 ~ 2019년 12월 20일 | 후임 손명수 |

| 전임 구본환 (직무대행)임남수 | 제9대 인천국제공항공사 사장 2021년 2월 2일 ~ 2023년 4월 28일 | 후임 (직무대행)이희정 이학재 |